# Adjud
Adjud ([adˈʒud]IPA, maďarsky Egyedhalma) je město v župě Vrancea v geografickém a historické regionu Západní Moldávie v Rumunsku. V roce 2021 zde žilo celkem 15 178 obyvatel. Leží na železničním uzlu, jenž zahrnuje seřaďovací a osobní nádraží. Město, ležící severně od místa, kde se řeka Trotuș vlévá do Siretu, bývalo tržištěm.
Město spravuje celkem 3 vesnice: Adjudu Vechi, Burcioaia a Șișcani.

## Geografie
Adjud se rozkládá na rovině a je obklopen kopci až do výšky 400 m na úpatí pohoří Vrancea, které je součástí Podkarpatské křivky. Průměrná nadmořská výška města činí 100 m n. m. Okolní půda je příznivá pro zemědělství.
Podle výsledků geologického výzkumu se v podloží města nacházejí vrstvy štěrku a písku levantského a čtvrtohorního stáří, které tvoří významné hydrologické vodonosné vrstvy napájené řekami Trotuș a Siret a přímými srážkami.
Podnebí je mírné s průměrnou roční teplotou 8–10 °C a průměrnými srážkami 500 mm/m ročně. Vyznačuje se převládajícími severními větry, v horkém období vanou větry z jihu a jihovýchodu. Díky své poloze na rozhraní provincií Moldávie, Valašsko a Sedmihradsko je odedávna důležitou silniční a železniční křižovatkou. Rozloha města v roce 1997 činila 5 911 ha (14 610 akrů), z toho 105 ha (260 akrů) zaujímaly budovy a dvory.

## Dějiny

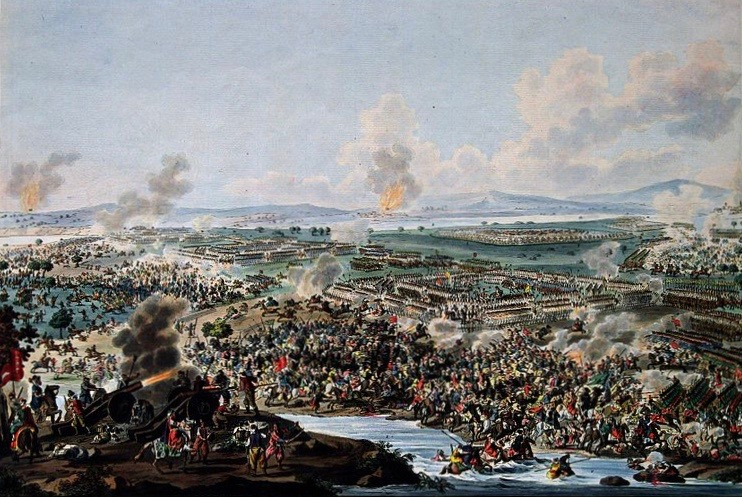
Bitva u Adjudu ze dne 14. října 1788 během rusko-turecké války

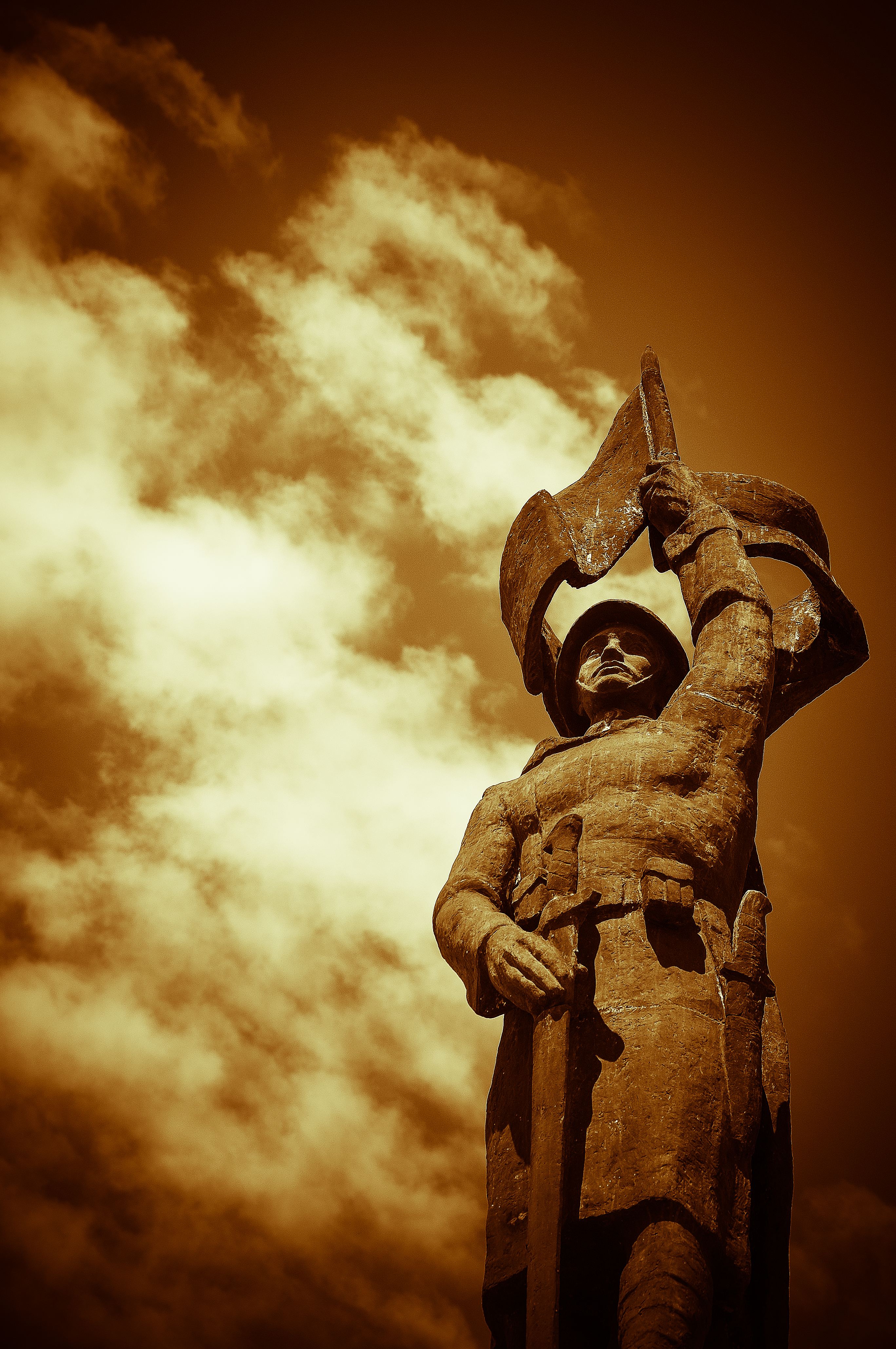
Památník první světové války

V severní části města bylo objeveno sídliště z doby bronzové, které pochází zhruba z druhého tisíciletí př. n. l. a patří kultuře Monteoru. Byly zde nalezeny také stopy geto-dácké kultury z 5. století př. n. l.
První zmínka o městě se objevuje pod maďarským názvem Egyedhalma („in oppido nostro Egydhalm“, což znamená „v našem městě Gillesův kopec“) v latinsky psané listině z roku 1433, kde Iliaș Moldavský uděluje obchodní privilegia sedmihradským saským obchodníkům. Rumunský název Adjud je odvozen od maďarského. Původní název podporuje myšlenku, že město založili maďarští Csángó usazení v Moldávii v rámci uherské systematické imperiální politiky usazování maďarského a částečně německého obyvatelstva v místech strategického hospodářského, obchodního a vojenského významu s úkolem kontrolovat a bránit východní hranici Uher.
Bitva u Adjudu se zde odehrála 14. října 1788 během rusko-turecké války (1787–1792) a střetla se v ní vojska Ruského impéria a Habsburské monarchie (pod velením polního maršála barona Splenyho von Mihalda) s vojsky Osmanské říše.
Adjud byl prohlášen městem v roce 1948. Roku 1950 se stalo sídlem okresu Adjud z Putnovského kraje, poté (po roce 1952) z Bârladského kraje a (po roce 1956) z kraje Bacău. V roce 1968 se stal městem okresu Vrancea, zatímco v roce 2000 byl prohlášen obcí.

## Obyvatelstvo
Při sčítání lidu v roce 2021 zde žilo 15 178 obyvatel. Podle sčítání lidu v roce 2011 pak 14 670 obyvatel, z toho 13 734 (93,62 %) Rumunů a 915 (6,23 %) Romů. Co se týče náboženského složení, většina respondentů byla pravoslavného vyznání (94,92 %). Druhou nejpočetnější komunitou byla římskokatolická církev, 2,32 % obyvatel. Letniční věřící tvořili 1,33 %, ostatní vyznání byla zastoupena méně než 1 %.

## Doprava
Městem Adjud prochází státní silnice E 85 v délce 11 km, a to od 226. kilometru u mostu přes řeku Trotuș, která prochází centrem města v úseku dlouhém 3 km, až po 237. kilometr. Protíná ji také státní silnice 11A od zemědělsko-potravinářského trhu směrem na Onești–Bacău v délce 4 km od km 37 + 450 do km 33 + 450. Státní silnice E 85 odbočuje do Adjudu Vechi, zatímco silnice 11A vede do Bârladu od 42. do 46. kilometru v délce 4 km, přičemž v centru města vede v úseku 1,5 km.

## Významné osobnosti
- Costel Alexe (* 1983), politik
- Gheorghe Balș (1868–1934), inženýr a historik umění
- Dan Botta (1907–1958), básník a esejista
- Emil Botta (1911–1977), básník, spisovatel a herec, bratr Dana Botty
- Minodora Cliveti (* 1955), politik
- Elena Dan (1967–1996), operní zpěvačka
- Ion Dichiseanu (1933–2021), herec
- Angela Gheorghiu (* 1965), sopranistka
- Nelly Miricioiu (* 1952), sopranistka
- Alexandru Novac (* 1997), sportovec
- Gelu Radu (* 1957), vzpěrač